# Hola Prystan
Hola Prystan (en ukrainien : Гола Пристань) est une ville de l'oblast de Kherson, en Ukraine, et du raïon de Skadovsk. Sa population s'élevait à 13 760 habitants en 2021.

## Géographie
Hola Prystan est arrosée par la Konka, un bras du delta du Dniepr, et située à 13 km au sud de Kherson.

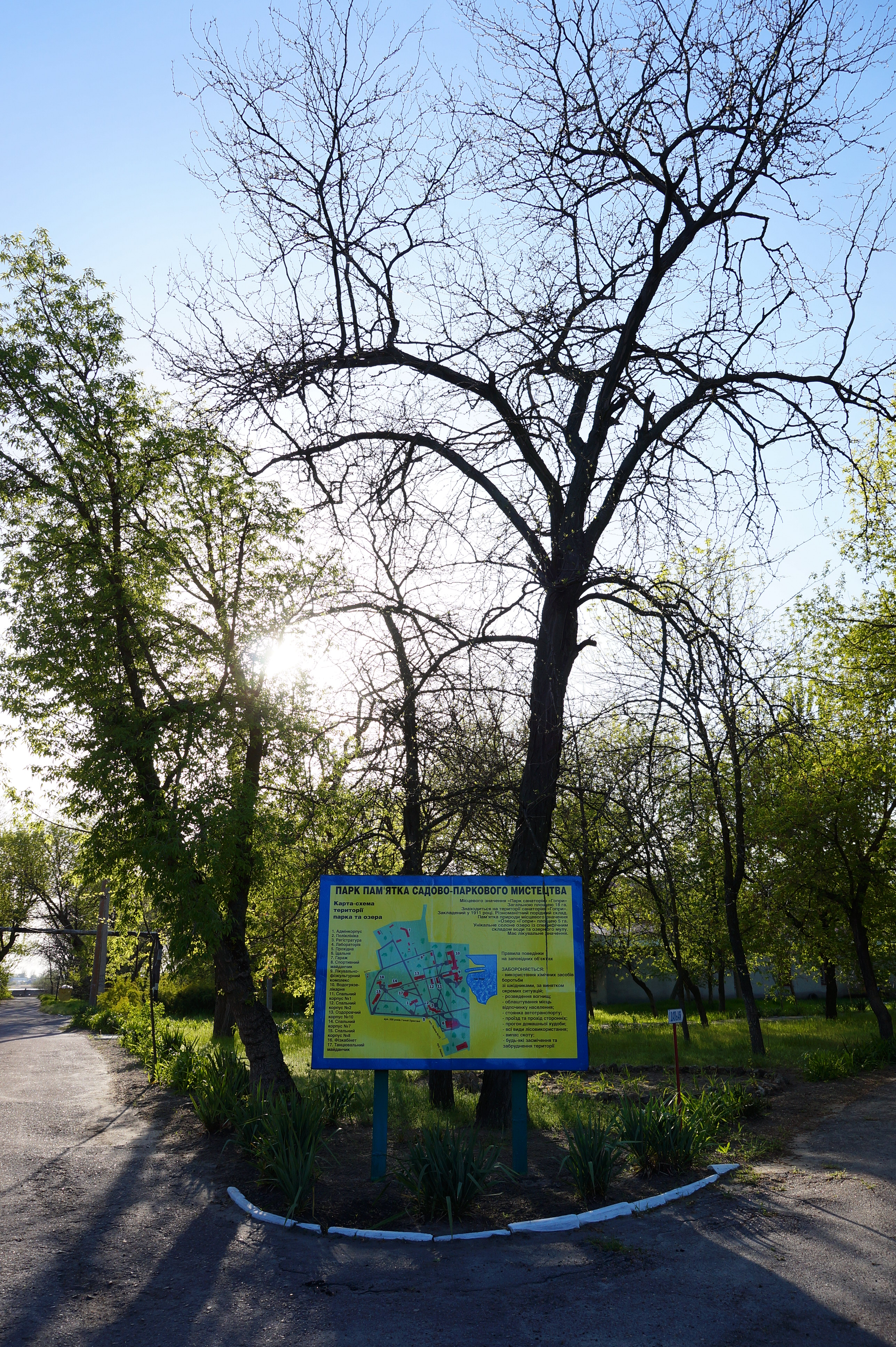
Parc Gopri, patrimoine naturel.

## Histoire
Hola Prystan est fondée par les Cosaques Zaporogues en 1709. Au milieu du XIXe siècle, un quai au bord de la Konka est aménagé
— prystan signifie « quai » en russe — et des activités portuaires (exportation de sel, céréales, fruits, etc.) s'y développent. Après la guerre de Crimée, la région de Hola Prystan devient un centre actif de production agricole. En 1902, l'ingénieur Alexandre Popov y fait des expériences de radiodiffusion à partir de la salle qui sert aujourd'hui de conseil municipal. Les environs possèdent des lacs salés, dont les boues sont utilisées pour soigner les douleurs des articulations et des affections cutanées. Un important centre de cure a été créé pour mettre en valeur cette ressource.
Pendant la Seconde Guerre mondiale, Hola Prystan est occupée par les forces de l'Allemagne nazie du 13 septembre 1941 au 4 novembre 1943. En 1946, Hola Prystan reçoit le statut de commune urbaine, puis celui de ville en 1958.
La ville fut prise par l'armée russe en 2022 lors de l'invasion de l'Ukraine par la Russie. Avant la réforme administrative de 2020  la ville était le centre administratif du raïon de Hola Prystan.

## Culture

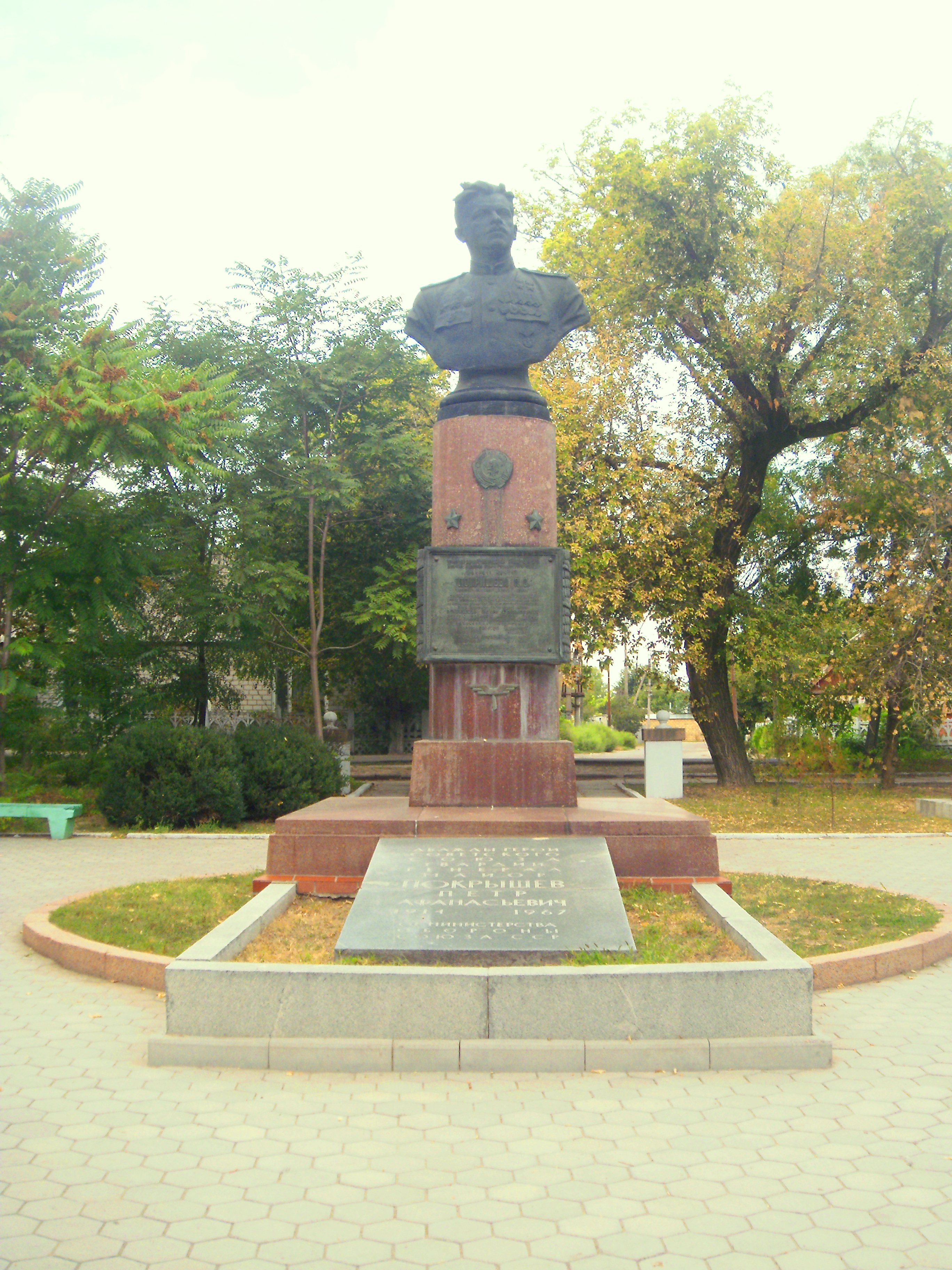
buste de Pyotr Pokichev, classé[3].
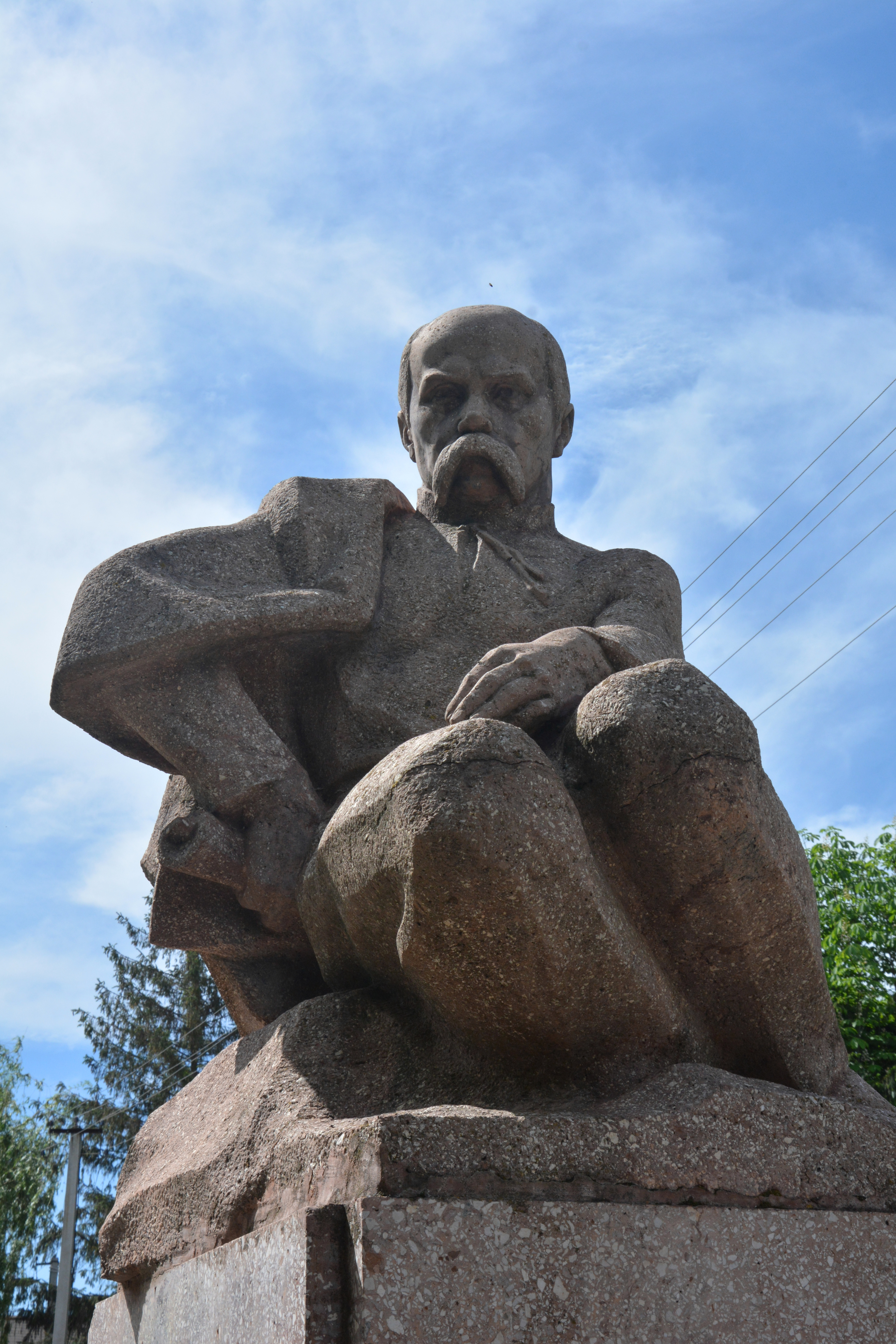
statue de taras Chevtchenko, classée[4].
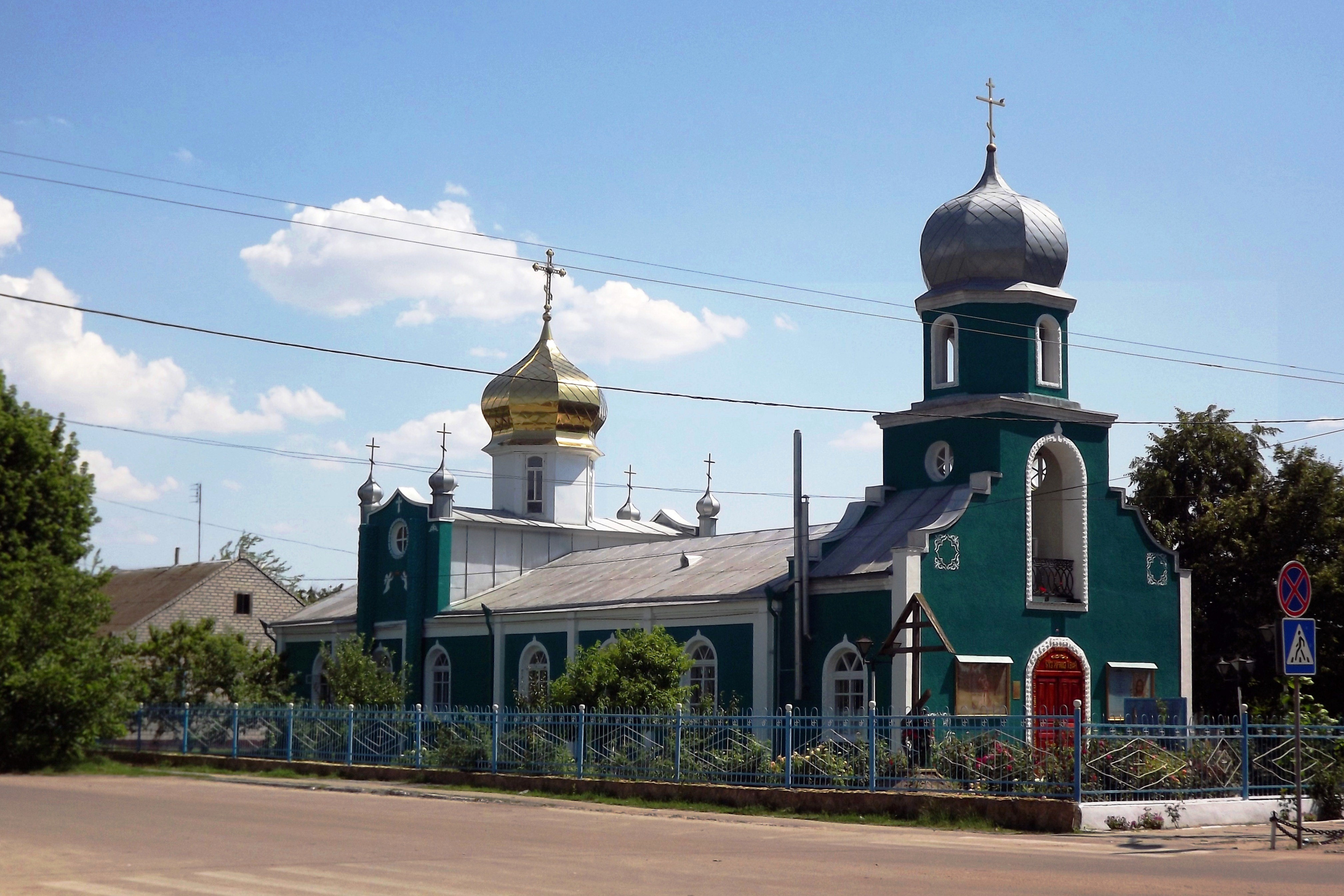
église du Saint-Esprit.
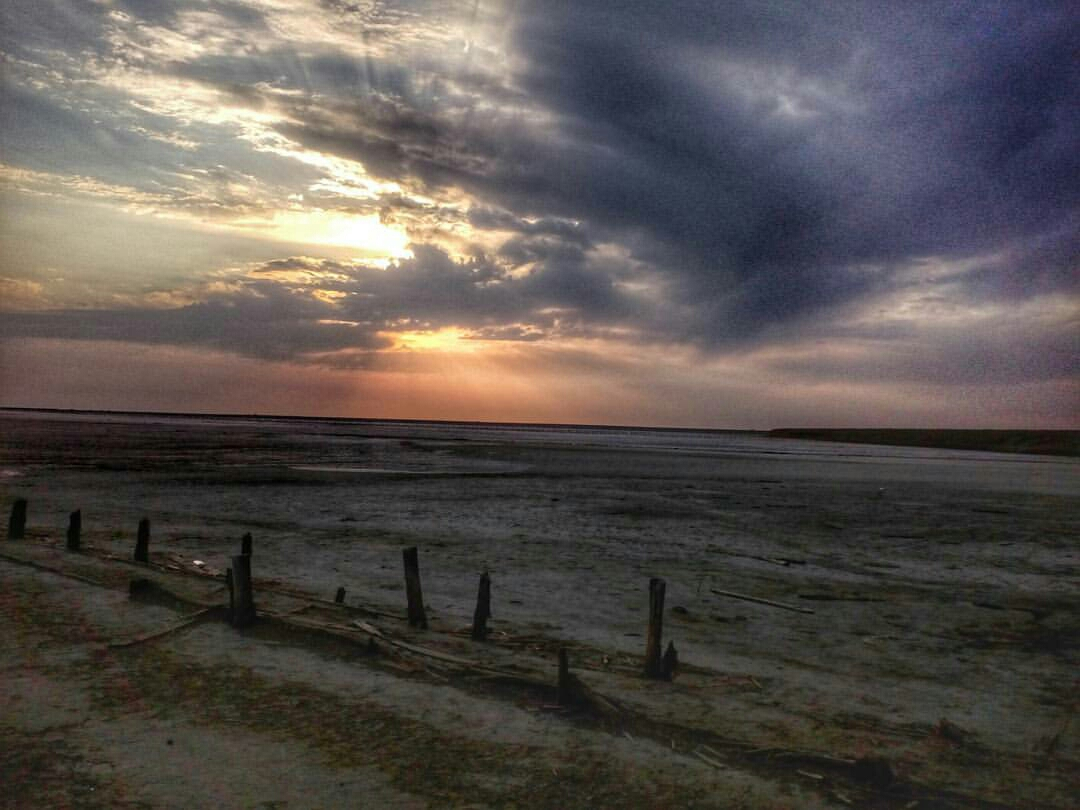
la réserve naturelle du lac Solyane, patrimoine naturel [5].

## Population
Recensements ou estimations de la population :
| 1923* | 1926* | 1939* | 1959*  | 1970*  | 1979*  | 1989*  |
| ----- | ----- | ----- | ------ | ------ | ------ | ------ |
| 5 014 | 5 728 | 7 626 | 10 772 | 12 963 | 15 506 | 17 105 |

| 2001*  | 2012   | 2013   | 2014   | 2015   | 2016   | 2017   |
| ------ | ------ | ------ | ------ | ------ | ------ | ------ |
| 16 028 | 14 950 | 14 870 | 14 785 | 14 652 | 14 658 | 14 479 |

| 2018   | 2019   | 2020   | 2021   | - | - | - |
| ------ | ------ | ------ | ------ | - | - | - |
| 14 252 | 14 069 | 13 971 | 13 760 | - | - | - |